# Pascalina
Pascalina je mehanički stroj koji je mogao zbarajati i oduzimati velike brojeve. Konstruirao ga je Blaise Pascal 1642. kako bi olakšao posao svom ocu porezniku. Pascalina je mogla raditi s brojevima do 9 999 999. Radove na stroju započeo je Pascal 1642. koji tada još nije imao niti 19 godina. Bio je to prvi takav stroj nakon stroja za računanje kojeg je izradio Wilhelm Schickard 1623.
Godine 1649. dobio je kraljevsku povlasticu koja mu je jamčila ekskluzivno pravo prodaje stroja u Francuskoj. Do 1652. Pascal je proizveo pedesetak prototipova stroja, ali proizvodnju je prekinuo zbog slabe prodaje. Prodao ih je petnaestak. Mana tog stroja je bila nedovoljna preciznost jer tadašnja tehnologija nije omogućavala preciznu i pouzdanu izradu njegovih mehaničkih dijelova.